# Noyant-de-Touraine
Noyant-de-Touraine ist eine französische Gemeinde mit 1.170 Einwohnern (Stand: 1. Januar 2022) im Département Indre-et-Loire in der Region Centre-Val de Loire; sie gehört zum Arrondissement Chinon und zum Kanton Sainte-Maure-de-Touraine. Die Einwohner werden Noyantais genannt.

## Geographie
Noyant-de-Touraine liegt etwa 35 Kilometer südsüdwestlich von Tours. An der nördlichen Gemeindegrenze verläuft der Fluss Manse.
Nachbargemeinden von Noyant-de-Touraine sind Saint-Épain im Norden, Sainte-Maure-de-Touraine im Osten sowie Pouzay im Süden und Westen.

## Verkehr
Der Bahnhof Sainte-Maure–Noyant an der Bahnstrecke Paris–Bordeaux wird im Regionalverkehr mit TER-Zügen nach Tours und Poitiers bedient.

## Bevölkerungsentwicklung
| Jahr                      | 1962 | 1968 | 1975 | 1982 | 1990 | 1999 | 2006 | 2013 |
| Einwohner                 | 588  | 570  | 541  | 564  | 622  | 646  | 815  | 1129 |
| Quelle: Cassini und INSEE |      |      |      |      |      |      |      |      |

## Sehenswürdigkeiten
- Kirche Saint-Gervais-et-Saint-Protais, 1874 erbaut
- Schloss Brou aus dem 15. Jahrhundert